# جينينغز راندولف
جينينغز راندولف (بالإنجليزية: Jennings Randolph) هو مُحرِّر وسياسي أمريكي، ولد في 8 مارس 1902 في سالم في الولايات المتحدة، وتوفي في 8 مايو 1998 في سانت لويس في الولايات المتحدة. حزبياً، نشط في الحزب الديمقراطي. وقد انتخب عضو مجلس النواب الأمريكي وانتخب عضو مجلس الشيوخ الأمريكي عن دائرة فيرجينيا الغربية (5 نوفمبر 1958 – 3 يناير 1985).